# 高峰镇 (镇安县)
高峰镇，是中华人民共和国陕西省商洛市镇安县下辖的一个乡镇级行政单位。
2015年，陕西省民政厅批复同意撤销张家镇，并入高峰镇。

## 行政区划
高峰镇下辖以下地区：
两河村、双寨村、青山村、鱼坪村、升坪村、新坪村、银坪村、永丰村、农科村、丰富村、东岭村、正河村、三台村、东坡村、西坡村、东长沟村、连家沟村和营胜村。